# Tournoi masculin de volley-ball aux Jeux olympiques d'été de 2012
Pour un article plus général, voir Volley-ball (indoor) aux Jeux olympiques d'été de 2012.
Navigation
Pékin 2008 Rio de Janeiro 2016
Le tournoi masculin de volley-ball des Jeux olympiques d’été de 2012 se déroule du 29 juillet 2012 au 12 août 2012 à Earls Court à Londres. 12 équipes se disputent les médailles olympiques.

## Équipes participantes
- Allemagne (Vainqueur du tournoi olympique de qualification international n°3)
- Argentine (Vainqueur du tournoi olympique de qualification Amérique du Sud)
- Australie (Meilleure équipe asiatique (2e) du tournoi olympique de qualification Asie)
- Brésil (3e de la coupe du monde 2011)
- Bulgarie (Vainqueur du tournoi olympique de qualification international n°2)
- États-Unis (Vainqueur du tournoi olympique de qualification Amérique du Nord)
- Grande-Bretagne (Pays hôte)
- Italie (Vainqueur du tournoi olympique de qualification Europe)
- Pologne (2e de la coupe du monde 2011)
- Russie (Vainqueur de la coupe du monde 2011)
- Serbie (Vainqueur du tournoi olympique de qualification international n°1)
- Tunisie (Vainqueur du tournoi olympique de qualification Afrique)

## Format de la compétition
Les 12 équipes sont séparées en deux groupes de six, lesquelles disputent un round robin entre elles. Les quatre premiers de chaque groupe sont qualifiés pour la phase finale, les deux derniers sont éliminés. La phase finale consiste en quarts de finale croisés entre les groupes, demi-finales, finale pour la médaille de bronze et finale.

### Calendrier
| Jour    | Date            | Début | Fin   | Session                          |
| ------- | --------------- | ----- | ----- | -------------------------------- |
| Jour 3  | 29 juillet 2012 | 09:30 | 13:00 | Tour préliminaire (6 matchs)     |
| Jour 3  | 29 juillet 2012 | 14:45 | 18:15 | Tour préliminaire (6 matchs)     |
| Jour 3  | 29 juillet 2012 | 20:00 | 23:30 | Tour préliminaire (6 matchs)     |
| Jour 5  | 31 juillet 2012 | 09:30 | 13:00 | Tour préliminaire (6 matchs)     |
| Jour 5  | 31 juillet 2012 | 14:45 | 18:15 | Tour préliminaire (6 matchs)     |
| Jour 5  | 31 juillet 2012 | 20:00 | 23:30 | Tour préliminaire (6 matchs)     |
| Jour 7  | 2 août 2012     | 09:30 | 13:00 | Tour préliminaire (6 matchs)     |
| Jour 7  | 2 août 2012     | 14:45 | 18:15 | Tour préliminaire (6 matchs)     |
| Jour 7  | 2 août 2012     | 20:00 | 23:30 | Tour préliminaire (6 matchs)     |
| Jour 9  | 4 août 2012     | 09:30 | 13:00 | Tour préliminaire (6 matchs)     |
| Jour 9  | 4 août 2012     | 14:45 | 18:15 | Tour préliminaire (6 matchs)     |
| Jour 9  | 4 août 2012     | 20:00 | 23:30 | Tour préliminaire (6 matchs)     |
| Jour 11 | 6 août 2012     | 09:30 | 13:00 | Tour préliminaire (6 matchs)     |
| Jour 11 | 6 août 2012     | 14:45 | 18:15 | Tour préliminaire (6 matchs)     |
| Jour 11 | 6 août 2012     | 20:00 | 23:30 | Tour préliminaire (6 matchs)     |
| Jour 13 | 8 août 2012     | 14:00 | 17:30 | Quarts de finale (4 matchs)      |
| Jour 13 | 8 août 2012     | 19:30 | 23:00 | Quarts de finale (4 matchs)      |
| Jour 15 | 10 août 2012    | 15:00 | 16:30 | Demi-finales (2 matchs)          |
| Jour 15 | 10 août 2012    | 19:30 | 21:00 | Demi-finales (2 matchs)          |
| Jour 17 | 12 août 2012    | 09:30 | 11:00 | Petite finale                    |
| Jour 17 | 12 août 2012    | 13:00 | 15:10 | Finale et cérémonie protocolaire |

## Phase préliminaire

### Formation des groupes
Les équipes sont réparties entre les groupes selon le classement mondial de la FIVB.
| Poule A                                                     | Poule B                                           |
| ----------------------------------------------------------- | ------------------------------------------------- |
| Grande-Bretagne Italie Pologne Argentine Bulgarie Australie | Brésil Russie États-Unis Serbie Allemagne Tunisie |

### Poule A

#### Classement
| # | Équipe          | Pts | J | G | Gt | Pt | P | Sp | Sc | Ratio | Pp  | Pc  | Ratio |
| 1 | Bulgarie        | 12  | 5 | 4 | 0  | 0  | 1 | 13 | 4  | 3.25  | 407 | 390 | 1.044 |
| 2 | Pologne         | 9   | 5 | 3 | 0  | 0  | 2 | 11 | 7  | 1.571 | 433 | 374 | 1.158 |
| 3 | Argentine       | 9   | 5 | 3 | 0  | 0  | 2 | 10 | 7  | 1.429 | 382 | 367 | 1.041 |
| 4 | Italie          | 8   | 5 | 2 | 1  | 0  | 2 | 10 | 9  | 1.111 | 426 | 413 | 1.031 |
| 5 | Australie       | 7   | 5 | 2 | 0  | 1  | 2 | 8  | 10 | 0.8   | 395 | 397 | 0.995 |
| 6 | Grande-Bretagne | 0   | 5 | 0 | 0  | 0  | 5 | 0  | 15 | 0     | 274 | 376 | 0.729 |

- Qualifiés pour les quarts de finale

### Poule B

#### Classement
| # | Équipe     | Pts | J | G | Gt | Pt | P | Sp | Sc | Ratio | Pp  | Pc  | Ratio |
| 1 | États-Unis | 13  | 5 | 4 | 0  | 1  | 0 | 14 | 4  | 3.5   | 427 | 370 | 1.154 |
| 2 | Brésil     | 11  | 5 | 3 | 1  | 0  | 1 | 13 | 5  | 2.6   | 418 | 379 | 1.103 |
| 3 | Russie     | 11  | 5 | 3 | 1  | 0  | 1 | 12 | 5  | 2.4   | 408 | 352 | 1.159 |
| 4 | Allemagne  | 5   | 5 | 1 | 1  | 0  | 3 | 6  | 11 | 0.545 | 379 | 388 | 0.977 |
| 5 | Serbie     | 5   | 5 | 1 | 0  | 2  | 2 | 7  | 13 | 0.538 | 413 | 455 | 0.908 |
| 6 | Tunisie    | 0   | 5 | 0 | 0  | 0  | 5 | 1  | 15 | 0.067 | 294 | 395 | 0.744 |

- Qualifiés pour les quarts de finale

## Phase finale

### Tableau
|  | Quarts de finale | Quarts de finale |          |          | Demi-finales           | Demi-finales           |   |  | Finale  | Finale  |
|  | Quarts de finale | Quarts de finale |          |          | Demi-finales           | Demi-finales           |   |  | Finale  | Finale  |
|  |                  |                  |          |          |                        |                        |   |  |         |         |
|  | 8 août           | 8 août           |          |          | 10 août                | 10 août                |   |  | 12 août | 12 août |
|  | 8 août           | 8 août           |          |          | 10 août                | 10 août                |   |  | 12 août | 12 août |
|  | Bulgarie         | 3                |          |          | 10 août                | 10 août                |   |  | 12 août | 12 août |
|  | Bulgarie         | 3                |          |          | 10 août                | 10 août                |   |  | 12 août | 12 août |
|  | Allemagne        | 0                |          |          | 10 août                | 10 août                |   |  | 12 août | 12 août |
|  | Allemagne        | 0                | Bulgarie | 1        |                        |                        |   |  | 12 août | 12 août |
|  | 8 août           |                  | Bulgarie | 1        |                        |                        |   |  | 12 août | 12 août |
|  |                  | Russie           | 3        |          |                        |                        |   |  | 12 août | 12 août |
|  | Pologne          | Russie           | 3        | 0        |                        |                        |   |  | 12 août | 12 août |
|  | Pologne          |                  |          | 0        |                        |                        |   |  | 12 août | 12 août |
|  | Russie           | 3                |          |          |                        |                        |   |  | 12 août | 12 août |
|  | Russie           | 3                | Russie   | 3        |                        |                        |   |  |         |         |
|  | 8 août           |                  | Russie   | 3        |                        |                        |   |  |         |         |
|  |                  | Brésil           | 2        |          |                        |                        |   |  |         |         |
|  | Argentine        | Brésil           | 2        | 0        |                        |                        |   |  |         |         |
|  | Argentine        | 10 août          |          | 0        |                        |                        |   |  |         |         |
|  | Brésil           | 3                |          |          |                        |                        |   |  |         |         |
|  | Brésil           | 3                | Brésil   | 3        |                        |                        |   |  |         |         |
|  | 8 août           | 8 août           | Brésil   | 3        | Match pour la 3e place | Match pour la 3e place |   |  |         |         |
|  | 8 août           | 8 août           |          | Italie   | Match pour la 3e place | Match pour la 3e place | 0 |  |         |         |
|  | États-Unis       | 0                | 12 août  | 12 août  |                        |                        | 0 |  |         |         |
|  | États-Unis       | 0                | 12 août  | 12 août  |                        |                        |   |  |         |         |
|  | Italie           | 3                |          | Bulgarie | 1                      |                        |   |  |         |         |
|  | Italie           | 3                |          | Bulgarie | 1                      |                        |   |  |         |         |
|  |                  |                  |          |          |                        |                        |   |  | Italie  | 3       |
|  |                  |                  |          |          |                        |                        |   |  | Italie  | 3       |

## Résultats

### Classement final
| Rang                                | Nation          |
| ----------------------------------- | --------------- |
| Médaille d'or, Jeux olympiques      | Russie          |
| Médaille d'argent, Jeux olympiques  | Brésil          |
| Médaille de bronze, Jeux olympiques | Italie          |
| 4                                   | Bulgarie        |
| 5                                   | Allemagne       |
| -                                   | Argentine       |
| -                                   | États-Unis      |
| -                                   | Pologne         |
| 9                                   | Australie       |
| -                                   | Serbie          |
| 11                                  | Grande-Bretagne |
| -                                   | Tunisie         |

### Distinctions individuelles
- Meilleur joueur (MVP) :  Murilo Endres
- Meilleur scoreur :  Maksim Mikhaïlov
- Meilleur attaquant :  Maksim Mikhaïlov
- Meilleur contreur :  Max Günthör
- Meilleur passeur :  Georgi Bratoev
- Meilleur serveur :  Cristian Savani
- Meilleur défenseur :  Teodor Salparov
- Meilleur réceptionneur :  Krzysztof Ignaczak
- Meilleur libéro :  Markus Steuerwald